# Hexenkind (Europa)
Der Begriff Hexenkind stand in der Zeit der Hexenverfolgungen im 15.–18. Jahrhundert für eine minderjährige Person, die, so die Vorstellung, über Kenntnisse der Zauberei verfüge und die Fähigkeit besitze, Mitmenschen durch Magie zu schädigen. In der historischen Hexenverfolgung gerieten hunderte von Kindern in den Verdacht der Ausübung von Hexerei und wurden in einem Strafprozess wegen Hexerei verurteilt und hingerichtet.
In der modernen Hexenforschung wird oftmals synonym der Begriff Kinderhexen verwendet, als Sammelbegriff für „Kinder im Hexenprozess“. In diesem Zusammenhang werden in der Forschungsliteratur auch Kinder beschrieben, die ihrerseits durch Anschuldigungen gegen andere (Erwachsene, Familienangehörige) – sei es aus Zwang, aus eigner Not oder fehlgeleiteter Anschauung – zu deren Verurteilung beitrugen.

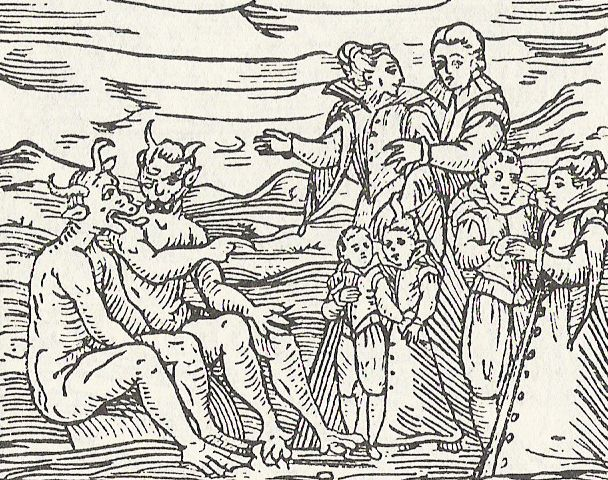
Hexenkinder werden auf dem Sabbat vorgestellt. Die Hexen sind beiderlei Geschlechts und jedes Alters: Kindern, Jugendliche und Erwachsene. Die Kinder werden den Dämonen von den älteren Hexen geopfert und damit selbst zu Hexen.

## Historische Vorstellungen
Aus theologischer wie auch rechtshistorischer Sicht zur Zeit der Hexenverfolgung erlangte ein Kind die Fähigkeit zur Hexerei für gewöhnlich durch die Vererbung bzw. durch die Zugehörigkeit zu einer Person, die Hexerei anwende. Das Erlernen der Magiekunst erfolge, so die damalige Vorstellung, durch Unterricht und Erziehung oder durch eine „Infizierung des Bösen“, etwa mittels Opferung, Beschimpfung, Verfluchung, Berührung oder den „Bösen Blick“.
→ siehe auch Abschnitt Aussagen über Hexenkinder

## Forschungsgeschichte, Theorien
Seit Mitte des 19. Jahrhunderts wurden von einigen Archivaren und Heimatkundlern einzelne Fälle der Hexenkinder in ihren Quellensammlungen zu den Hexenverfolgungen aufgenommen, jedoch ohne sie näher zu untersuchen. In der zweiten Hälfte des 20. Jahrhunderts verschwanden die Hexenkinder-Fälle fast vollständig aus den historischen Beiträgen. Erst seit Beginn der 1990er Jahre nehmen sich einzelne Historiker wieder des Themas an.

### 1845–1945
Zu den wichtigsten älteren Beiträgen gehören diejenigen von Jean Berchtold-Beaupré (1845 und 1850), Casimir Pfyffer (1850), Johann Diefenbach (1886), Wilhelm Gottlieb Soldan und Heinrich Heppe (1912) sowie Fritz Byloff (1934). 1944/45 führte der Kinderpsychiater Moritz Tramer in einer Studie einzelne Fälle aus Solothurn und Luzern auf.
Der Staatswissenschaftler Guido Bader erwähnte 1945 in seiner Gesamtdarstellung der Schweizer Hexenprozesse einige Fälle.

### 1946–1989

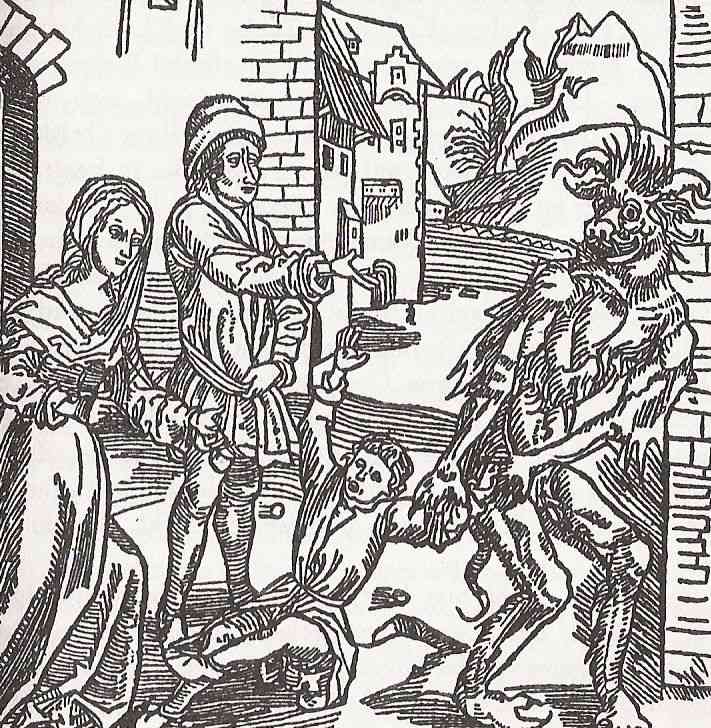
Der Teufel als Kinderräuber

In seiner Encyclopedia of Witchcraft and Demonology von 1959 zählte der englische Literaturprofessor Rossell Hope Robbins einzelne englische und amerikanische Hexenkinder-Fälle auf. Robbins prägte den Begriff der „little monsters“ für diejenigen Hexenkinder, die Anschuldigungen gegen nächste Verwandte vorgebracht haben, was zu deren Verurteilung beitrug.
Der amerikanische Hexenforscher H. C. Erik Midelfort vertrat in seinem Werk Witch Hunting in Southwestern Germany (1972) die Annahme, dass Hexenkinder nur in Gruppen auftraten und vor allem Knaben wegen Hexerei verfolgt worden seien.
Der amerikanische Sozialhistoriker E. William Monter behauptete in einem seiner bekanntesten Werke (Witchcraft in France and Switzerland, 1976), die Hexenkinderprozesse seien eine unbedeutende Ausnahmeerscheinung gewesen und fast ausschließlich in katholischen Gebieten durchgeführt worden.
Die Historiker David Warren Sabean und Norbert Schindler veröffentlichten 1986 und 1988 kleinere Studien zum Thema Hexenkinder, doch wurden hier die Fälle nur als Vergleichsmaterial zur Darstellung der regionalen und dörflichen Gemeinschaft herangezogen.
In einem kurzen Aufsatz in der Zeitschrift für historische Forschung (1989) ging der deutsche Historiker Wolfgang Behringer auf die Opferstellung des Kindes in der theologischen Dämonologie ein, sowie auf bereits bekannte Großprozesse u. a. in Deutschland, Schweden, Nordamerika und Österreich und führte die gängigen Theorien auf.

### 1990–2013
Der Theologe Hartwig Weber veröffentlichte zwei Bücher zu den Hexenkindern, wobei er auch Fälle von Jugendlichen und jungen Erwachsenen (bis 20 Jahre) unter dem Begriff „Kind“ fasste. In seinem ersten Werk Kinderhexenprozesse (1991) werden einzelne Hexenkinder-Fälle im deutschen Reutlingen (1628–1666), in Würzburg (1627–1631) und Wertheim (1629–1644) dargestellt.
In seinem Zweitwerk Von der verführten Kinder Zauberei (1996) behandelte er einige Prozesse in Württemberg (1614–1752). Weber geht wie Behringer davon aus, dass die Hexenkinder in der damaligen Zeit zunächst nur in einer passive Rolle als „Opfer von Hexen“ gesehen wurden. Den Zeitpunkt ihres vermeintlich aktiven Auftretens setzt er ebenfalls in der 2. Hälfte des 16. Jahrhunderts an. Laut Weber handelt es sich bei den Hexenkindern um Kinder, die einerseits von den Gerichten und Hexenjägern dazu benutzt worden sind, andere Hexen aufzuspüren, und andererseits um Kinder, die sich selbst der Hexerei beschuldigt haben, um „auf der Grundlage dieser Legitimation andere denunzieren zu können.“ Die Selbstbezichtigungen der Hexenkinder deutet er als eine Reaktion auf sexuellen Missbrauch und Vergewaltigung.
Der amerikanische Soziologe Hans Sebald verfasste zwei Bücher zu den Hexenkindern (1992 und 1996). In beiden Abhandlungen steht der Fall eines Hexenjungen aus Bamberg (1629) im Zentrum. Gemäß Sebald handelt es sich bei den Hexenkindern um psychisch Kranke, die Symptome der Pseudologie (Mythomanie) aufweisen. Er setzt die Aussagen der Hexenkinder den modernen Zeugenaussagen von Kindern gleich, wie sie insbesondere bei Scheidungs- und Sorgerechtsfällen zur Urteilsfindung herangezogen werden. Als Begründung für die Denunziationen der Hexenkinder gibt er ebenfalls den sexuellen Missbrauch an, wobei entweder vergewaltigte Kinder sich haben rächen wollen oder Mütter ihre Kinder zu solchen Aussagen angestiftet hätten, um das Sorgerecht nicht mit den Vätern teilen zu müssen.
1994 veröffentlichte der Historiker Rainer Walz einen kurzen Beitrag zu den Kinderhexenprozessen in der Grafschaft Lippe (1654–1663). Als Gründe für das Auftreten der Hexenkinder nennt er die Vernachlässigung (Deprivation) der Kinder, ihr Drang nach Aufmerksamkeit, die kindliche Empfänglichkeit für magisches Denken sowie die Skrupellosigkeit der Erwachsenen. Walz machte erstmals darauf aufmerksam, dass es durch die Quellenlage kaum mehr nachvollziehbar ist, ob sich tatsächlich so viele Hexenkinder selbst bezichtigt haben, wie in der Forschung angenommen werde.
In einem kurzen Aufsatz im Bündner Monatsblatt (1999) stellte der deutsche Historiker Rainer Decker einen Fall vor, in dem fünfzehn Kinder aus Graubünden in Verdacht der Hexerei gerieten. Der Fall findet auch in seinen anderen Aufsätzen immer wieder Erwähnung.
Die australische Historikerin Lyndal Roper veröffentlichte 2000 einen kurzen Artikel zum Thema. Sie weist auf das starke Motiv der Sexualität in den Vorgängen um vermeintliche Hexenkinder hin und betont die Dominanz der pubertierenden Sexualität insbesondere in den Augsburger Kinderhexenprozessen.
2002 erschien eine kurze Studie des deutschen Historikers Rainer Beck über die Kinderhexenprozesse in Freising (1715–1723). Seiner Meinung nach war das Spielverhalten der Hexenkinder entscheidend für deren Anklagen und Prozessverlauf. Wie die meisten Forscher geht er davon aus, dass die Hexenkinder-Fälle ein „Kernphänomen der Spätphase der Hexenverfolgung“ waren und sich „vor allem gegen männliche Jugendliche richteten“. Beck machte erstmals darauf aufmerksam, dass in den Kinderverfahren kaum reale Delikte genannt werden.

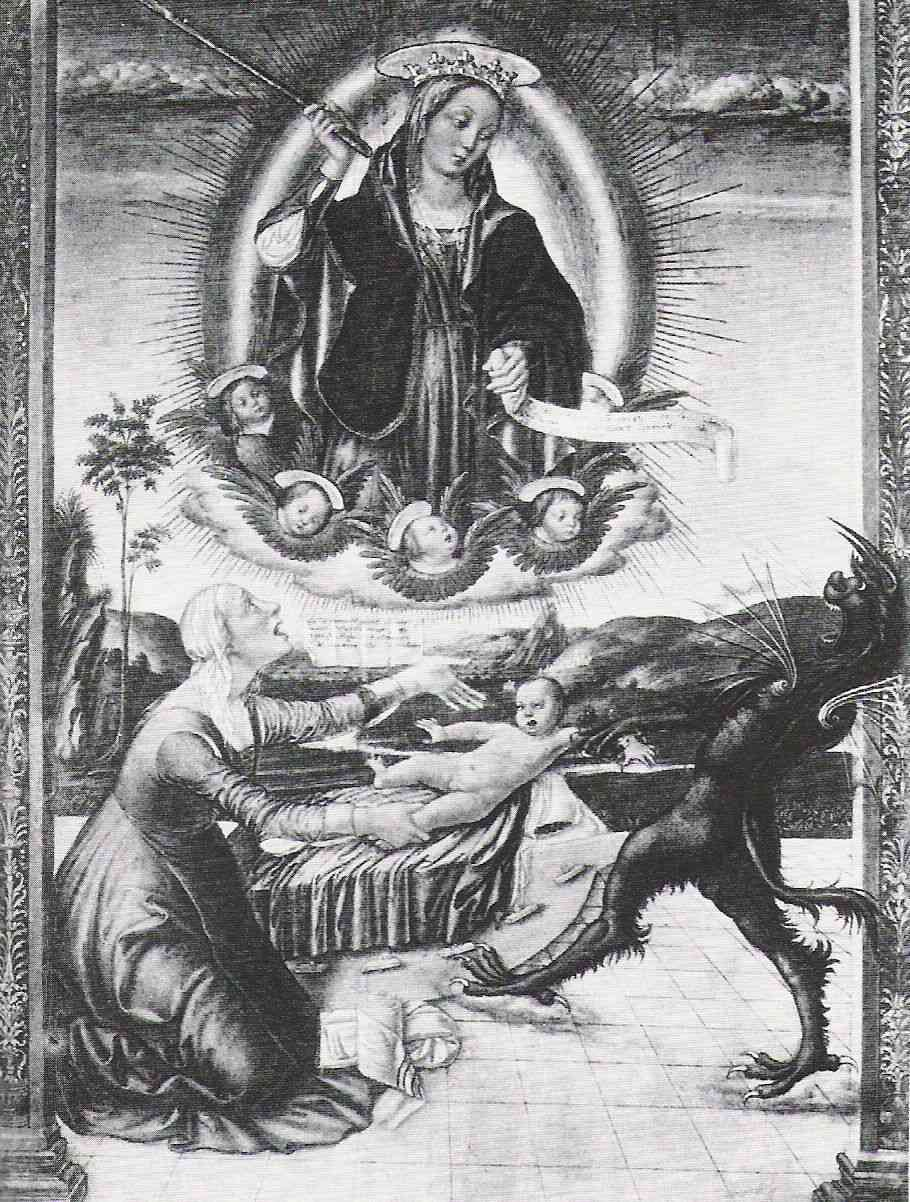
Die Madonna befreit einen Säugling aus den Fängen eines Dämons

Der Schweizer Historiker Kurt Rau verfasste 2006 eine Studie zu den Kinderhexenprozessen in Augsburg (1625–1730). Er geht von der Annahme aus, dass es sich bei den Kinderhexenprozessen um ein Phänomen des 17.–18. Jahrhunderts gehandelt hat. Rau sieht das Auftreten der Hexenkinder ebenfalls im Spielverhalten begründet und deutet ihre Denunziationen als Reaktion auf ihre Vernachlässigung durch die Erwachsenen. Im Gegensatz zu Roper betont er, dass in den Augsburger Verfahren Gefühle wie Aggressivität, Hass und Rache eine große Rolle gespielt haben.
Die Schweizer Historikerin Nicole Bettlé veröffentlichte 2013 ihre Dissertation zu den Hexenkindern. Sie analysierte die Fälle von über 420 Kindern. Dabei konzentrierte sie sich nur auf Kinder zwischen 1 und 14 Jahren, da nach zeitgenössischem Reichsrecht (Constitutio Criminalis Carolina) ein Kind mit dem Erlangen des 14. Lebensjahres als Erwachsener eingestuft wurde. In ihrer Dissertation stellt sie den Großteil der bis dahin in der Forschung behandelten Prozesse in Deutschland, England, Schweden, Österreich und Nordamerika zusammen. Sie führte ihrerseits 83 neue Fälle (127 Kinder) aus der Schweiz (1441–1789) auf, die in der Forschung fast gänzlich unbekannt waren. Bettlé publizierte bezüglich der Schweizer Fälle erstmals die Verdachtsgründe bei angenommener Kinderhexerei (83 Kinder) und zu den Wortlauten der Urteile (95 Kinder). Bettlé veröffentlichte als erste Historikerin für die Schweiz sämtliche Quellennachweise der Hexenkinder-Fälle.
Durch die Analyse von Bettlé konnten fast sämtliche bis dahin in der Forschung zirkulierenden Theorien über die Hexenkinder falsifiziert werden. Ihren Ergebnissen zufolge handelte es sich bei den Hexenkindern in erster Linie um Kinder, die wegen ihrer Familienzugehörigkeit und/oder ihres unchristlichen und kriminellen Verhaltens in Verdacht gerieten. Auch spielte die soziale Herkunft der Hexenkinder eine entscheidende Rolle; so wurden einerseits mehr Kinder aus ärmlichen Verhältnissen auch wirklich wegen Hexerei angeklagt und hingerichtet und andererseits den Denunziationen von Kindern aus „besseren“ Familien sehr viel öfter Glauben geschenkt, doch weit seltener ein Strafverfahren gegen sie eingeleitet. Von besonderer Bedeutung war nach Bettlés Auffassung die „Individualisierung des Rechts“ im Verlauf des 15.–18. Jahrhunderts, die dazu geführt hat, dass Kinder im Falle einer Straftat selbst zur Verantwortung gezogen wurden.
Des Weiteren macht sie darauf aufmerksam, dass das Aufzeigen von Angstsymptomen u. a. während der Verhöre nicht nur in den Erwachsenen-, sondern auch Kinderprozessen immer als Indiz für die Schuldigkeit gedeutet wurde und man auf dem Höhepunkt der Kinderhexenprozesse im 17. Jahrhundert erstmals einen außergewöhnlich hohen Anteil an Kindern unter den Selbstmördern verzeichnete, woraufhin die Melancholie- und Suizidfälle, die in den Hexenprozessen eine bedeutende Rolle gespielt haben (Zurechnungsfähigkeit), zum ersten Mal in der Geschichte überhaupt als Gesellschaftsproblem wahrgenommen wurden. Bettlé kommt außerdem zu dem Fazit, dass es sich bei den 420 Kindern, die sie in ihrer Arbeit zusammengefasst hat, nur um einen Bruchteil der tatsächlich in einen Hexenprozess verwickelten und angeklagten Kinder handelt und sehr viel mehr Verfahren vorgekommen sein müssen, als heute bekannt sind.

## Aussagen über Hexenkinder aus dem 15. – 17. Jahrhundert

### Malleus Maleficarum(1487)
Im Malleus Maleficarum steht dazu: „So hat man sich den Vorgang zu denken: ein Sukkubus nimmt den Samen von einem verbrecherischen Mann; wenn er nicht selber als Inkubus den Samen an eine Hexe weitergeben will, überlässt er ihn einem Dämon, der einer Frau zugeordnet ist; dieser beschläft sie damit, sobald die Sterne richtig stehen, und zeugt so ein zur Hexerei geeignetes Kind“ (II I 4, 109B).
„[D]urch die Opferung der Kinder [wird] die Verbreitung der Hexerei gefördert, denn diese werden ihrerseits zu Hexen“ (II I 13, 139B).
„Man kennt viele Fälle, wie eine Mutter aus einer spontanen Regung der Wut heraus ihr Kind verwünschte und wie die so besessen Gewordenen nur mit grösster Mühe von der Herrschaft des Dämons zu befreien waren“ (II I 13, 140C).
„Die Richter müssen ferner die Familie jeder Hexe genau in Augenschein nehmen; meist sind noch weitere Familienmitglieder entsprechend verseucht, denn die Hexen müssen ja ihre Kinder dem Dämon darbringen und damit in dieses Laster einweihen […]“ (III 33, 250A).

### Peter Binsfeld:Tractat von Bekanntnuß der Zauberer und Hexen(1589)
Peter Binsfeld schreibt dazu in seinem Werk:
„Es gibt die erfahrung / daß etliche Zauberer vnnd Hexen die Knäblein vnnd Mädgelein jren Versam[b]lungen mit führen: […] Derhalben thun recht vnsere Richter / in diesem gar schändlichem vnd verborgenem Laster / daß sie die minderjärige verhören / ein anleitung zunemmen / zu weiterer erforschung / vnd jre besagung (nach meinung der Doctoren) machen ein vermuthung / welcher / wo mit anderen anzeigungen geholffen wirdt / mehren sie die anzeigu[n]g zur peinlicher frag. Darumb laß ich mich bedüncke[n] / vnderweilen nicht ohn besondere vorsehung Gottes sich begeben / daß wenn die Zauberer solche Kinder verführen wollen / sie auß einfalt der Kinder gefangen / vnd also jre Rathschläge entdecket vnd zerstreuwet werden.“

### Friedrich Spee:Cautio Criminalis oder Rechtliches Bedenken wegen der Hexenprozesse(1631/32)
Friedrich Spee schreibt dazu in seinem Werk:
„Neulich habe ich von einem Pfarrer gehört, der sich übrigens – so die Götter wollen – für recht gelehrt hielt. Er pflegte die Richter anzufeuern, die und die, die er einzeln benannte, festzunehmen und zu foltern. Er redete ihnen weiter zu, auch auf die Jugend gewisser Knaben keine Rücksicht zu nehmen. Einzelne von ihnen seien offenbar schon alt genug, um bestraft zu werden, man könne sie unbedenklich hinrichten; auf Besserung sei doch nicht zu hoffen.“

### Gottlieb Spitzel:Die Gebrochene Macht der Finsternüß(1687)
Gottlieb Spitzel schreibt dazu in seinem Werk:
„[Der Teufel bringt Kinder dazu] daß sie sich untereinander verheyrathen / und miteinander buhlen müssen / und wann solch armseelige Kinder von den alten Hexen sechsmal geführet worden / so hätten sie andere Kinder wider verführen / und dem Bößwicht zubringen müssen.“

## Hexenkinder in heutiger Zeit
In Untersuchungen von Soziologen, Ethnologen und Anthropologen zum Thema Zauberei in Afrika wird der (historische) Begriff „Hexenkind“ erneut verwendet, der nicht denselben ideengeschichtlichen Ursprung besitzt und aus wissenschaftlicher Perspektive nicht auf die afrikanischen Kinder übertragbar ist. 
→ siehe auch Hexenkinder (Kongo)

## Hexenkinder in Büchern und Filmen
Die Figur des Hexenkindes findet sich in Büchern und Filmen wieder. Filmklassiker wie der Zauberer von Oz, Der Exorzist, Das Omen oder „Harry Potter“ sowie unzählige TV-Serien (u. a. Charmed – Zauberhafte Hexen, Sabrina – Total Verhext!) basieren auf frühneuzeitlichen Vorstellungsinhalten von Hexenkindern.